# Jerzy Grzywacz
Jerzy Witold Grzywacz pseud. „Tapir” (ur. 6 stycznia 1929 w Grudziądzu) – polski fizyk, wykładowca akademicki, działacz opozycji demokratycznej w okresie PRL, a następnie po transformacji systemowej w Polsce, działacz samorządowy i kombatancki, major WP w stanie spoczynku. Wiceprezes Światowego Związku Żołnierzy Armii Krajowej (ŚZŻAK).
Jest autorem 33 prac naukowych z dziedziny fizyki, oraz dwóch podręczników akademickich.

## Życiorys
Wychował się w Gdyni, gdzie w 1939 przystąpił do ZHP. Należał do drużyny Lucjana Cylkowskiego. Od 1942 przebywał w Warszawie, gdzie znalazł się w wyniku przesiedlenia. Należał do Szarych Szeregów, gdzie jako jeden z Zawiszaków, był uczestnikiem akcji małego sabotażu. W trakcie powstania warszawskiego był łącznikiem dowódców Zgrupowania „Krybar” na Powiślu. Warszawę opuścił wraz z ludnością cywilną.
Po wojnie ukończył studia na Uniwersytecie Mikołaja Kopernika w Toruniu. W 1960 uzyskał stopień doktora fizyk na Wydziale Matematyczno-Przyrodniczy UMK. Następnie pełnił funkcję adiunkta w Katedrze Fizyki Wyższej Szkoły Pedagogicznej w Gdańsku, a w latach 1970–1995 był kierownikiem Zakładu Fizyki Ogólnej Instytutu Fizyki Uniwersytetu Gdańskiego. W latach 1984–1985 piastował funkcję prodziekana Wydziału Matematyczno-Fizyczno-Chemicznego Uniwersytetu Gdańskiego.
We wrześniu 1980 przystąpił do NSZZ „Solidarność” i był członkiem Komisji Zakładowej oraz  przewodniczącym Komisji Wydziałowej NSZZ „Solidarność” i przewodniczącym Komisji Rewizyjnej NSZZ „Solidarność” na Uniwersytecie Gdańskim. W latach 1982–1988 członek Tajnego Komitetu Zakładowego „Solidarność” Uniwersytetu Gdańskiego. Publikował artykuły w podziemnym piśmie „Rozwaga i Solidarność” wydawnym przez TKZ „Solidarność” w Stoczni Gdańskiej im. Lenina. Był również współzałożycielem, autorem i redaktorem pisma PUW „Wolna Myśl”. W latach 1982–1985 był delegatem TKZ „Solidarność” UG do tajnego Porozumienia Uczelni Wybrzeża. W 1985 został z przyczyn politycznych usunięty z funkcji prodziekana Wydziału Matematyczno-Fizyczno-Chemicznego UG.
W 1988 był współzałożycielem Gdańskiego Stowarzyszenia Akademickiego.
W 1989 był uczestnikiem obrad Okrągłego Stołu, jako ekspert w podzespole ochrony środowiska.
Był współtwórcą Komitetu Obywatelskiego „Solidarność” w Sopocie, a w latach 1990–1994 piastował z jego listy mandat radnego i funkcję  przewodniczącego Rady Miasta Sopotu.
W latach 1998–2002 był radnym z listy Ruchu Społecznego Akcja Wyborcza Solidarność do Sejmiku Województwa Pomorskiego, a także przewodniczącym Komisji Współpracy Zagranicznej.
2 lutego 2024 odbyły się obchody jego 95 urodzin w sali Hotelu Central w Gdańsku. W październiku tego samego roku podczas XX Zjazdu Światowego Związku Żołnierzy Armii Krajowej został wybrany wiceprezesem Zarządu Głównego ŚZŻAK w kadencji 2024–2027.
W 2025 został powołany w skład Pomorskiej Wojewódzkiej Rady Kombatanckiej.

## Wybrane odznaczenia
- Złoty Krzyż Zasługi[1],
- Krzyż Wolności i Solidarności (2021)[1]